# L'Amour fait sa loi

L'amour fait sa loi (The Seven Year Hitch) est un téléfilm américain diffusé le 13 octobre 2012 sur Hallmark Movie Channel et en France le 7 mars 2013 sur M6.

## Synopsis
Jennifer et Kevin sont les meilleurs amis depuis l'âge de 6 ans ! À sa sortie de l'université, Jennifer propose à Kevin de l'héberger jusqu'à ce qu'il trouve un travail. Sept ans plus tard, alors qu'ils sont toujours colocataires, Jennifer, qui s'est fiancé à Bryce, demande à Kevin de déménager. Mais Kevin surprend le fiancé dans les bras d'une autre femme et par amour pour Jennifer, il va alors tout tenter pour annuler ce mariage. Kevin parle donc à Jennifer du mariage de facto. Commence alors une lutte sans merci qui va bouleverser leur vie.

## Fiche technique
- Titre original : The Sever Year Hitch
- Titre de travail : Common Law
- Réalisation : Bradford May
- Scénario : Gregg Rossen et Brian Sawyer
- Photographie :
- Pays :  États-Unis
- Durée : 88 minutes (1 h 28)

## Distribution
- Natalie Hall : Jennifer
- Darin Brooks : Kevin
- Ryan Doom : Bryce
- Frances Fisher (VF : Blanche Ravalec) : Mme Von Hoffman
- George Wendt : Mr. Henderson
- Katy Stoll (VF : Céline Ronté) : Sally

 Source et légende : version française (VF) sur RS Doublage et selon le carton de doublage télévisuel.